# Italiano popolare
L’italiano popolare rappresenta quella varietà dell'italiano parlato o scritto dagli incolti (o analfabeti) e dai semicolti (persone, queste ultime, che, pur avendo ricevuto un'istruzione di base, non hanno una piena competenza dell'italiano scritto, poiché di rado si trovano a produrre testi, soprattutto scritti, "e rimangono pertanto sempre legati alla sfera dell'oralità"). L'italiano popolare si colloca nelle posizioni più basse dell'asse diastratico; in direzione del parlato per quanto riguarda l'asse diamesico (ma ne troviamo delle tracce anche nello scritto) e rappresenta il registro più alto per chi di solito parla il dialetto. L'etichetta di italiano popolare fu introdotta nel 1970 da Tullio De Mauro e Manlio Cortelazzo. Il primo lo definiva «il modo d'esprimersi di un incolto che, sotto la spinta di comunicare e senza addestramento, maneggia quella che ottimisticamente si chiama la lingua nazionale», il secondo come «il tipo di italiano imperfettamente acquisito da chi ha per madrelingua il dialetto». Alcuni studiosi, partendo dalla concezione di De Mauro in cui si mette in dubbio l'effettiva presenza di un italiano standard, hanno valutato positivamente l'italiano popolare, considerandolo la ricchezza di quelle classi sociali aventi una competenza linguistica minima, ma pura e autentica. Altri studiosi, partendo dalla concezione di Cortelazzo e riconoscendo ampio vigore all'italiano standard, hanno evidenziato l'inferiorità dell'italiano popolare, sostenendo la necessità di estirparlo.

## Origini dell'italiano popolare
Secondo Tullio De Mauro le prime tracce di italiano popolare compaiono solo dopo l'Unità d'Italia. Il suo sviluppo sarebbe quindi avvenuto nel corso del Novecento. Altri studiosi hanno affermato, sulla base di alcuni documenti, che l'origine dell'italiano popolare sia avvenuta molti secoli prima.

## Studi sull'italiano popolare
Molti studiosi si sono occupati dell'italiano popolare, tra i primi Tullio De Mauro. Nel libro Lettere da una tarantata, del quale De Mauro scrive la nota linguistica introduttiva, la protagonista è una donna che scrive delle lettere all'antropologa Annabella Rossi, raccontandole vicende della sua vita quotidiana e passata. Anna - nome fittizio dato all'autrice delle lettere per salvaguardarne la riservatezza - non ha padronanza dell'italiano e trova quindi difficoltà a scrivere. Nelle sue lettere sono presenti numerosi errori ortografici e forti storpiature dialettali, ma lei non si scoraggia e si convince che l'importante è farsi capire. Anna rappresenta per Tullio De Mauro l'incarnazione della volontà delle classi subalterne di comunicare. Per questo egli apprezza il suo stile, definendolo vivace e originale. Critica invece l'italiano insegnato nella scuola, paragonandola a un "rullo compressore" che rende la lingua piatta e vuota. Nasce da queste pagine l'etichetta di italiano popolare unitario. Lettere da una tarantata costituisce inoltre un importante punto di riferimento per capire la nascita e lo sviluppo dell'italiano popolare.
Manlio Cortelazzo riprende l'etichetta di italiano popolare unitario, ma individua la causa dell'unitarietà non nella volontà di comunicare (come aveva fatto De Mauro), ma in altri fattori, quali la scuola, la comune base culturale dei parlanti, e così via. Molto importanti sono poi i suoi contributi nell'analisi fonologica, morfologica e sintattica dell'italiano popolare.
Interessanti osservazioni vengono fatte anche da Laura Vanelli. Nella sua Nota linguistica, scrive che non tutti i tratti dell'italiano popolare sono ripresi dal dialetto. Parla inoltre di lingua avanzata: l'italiano popolare sarebbe una lingua che segue il suo corso naturale, non essendo soggetta alle regole della letteratura.
Infine Giulio Lepschy pone in Italiano popolare. Riflessioni su riflessioni (1983) una serie di interrogativi, volti a comprendere meglio la natura dell'italiano popolare, le sue differenze con l'italiano regionale, quello colloquiale, ecc. Gli studi successivi si sono concentrati proprio nel fornire queste risposte, in particolar modo quelli di Gaetano Berruto.

## Caratteristiche dell'italiano popolare

### Ortografia
Errori di ortografia si registrano:
- nell'uso dell'interpunzione: è quasi del tutto assente o usata in maniera errata. Abbonda l'uso di parentesi, punti interrogativi ed esclamativi; scarseggiano punto e virgola e due punti.
- nell'uso dell'accento e dell'apostrofo: molto spesso mancano oppure non sono usati correttamente. Si hanno perciò segmentazioni del tipo: l'avaligia oppure la varizia, ecc.
- nell'uso delle doppie (es. azzione o veluto) e nell'uso delle consonanti palatali (es. montagnia). Questi errori sono dovuti in particolar modo alle influenze dialettali o dell'italiano regionale.
- nell'uso di h e q: es. Luisa a un gatto; squola, ecc.
- nell'uso delle maiuscole: es. parigi, tevere.

### Fonetica
La fonetica dell'italiano popolare è molto influenzata dal dialetto, quindi presenta dei tratti in comune con esso. Essa però tende anche alla semplicità, perciò molti altri tratti derivano dalla volontà di facilitare la pronuncia di alcune parole come biopsia, psicologia, tecnica, picnic che nell'italiano popolare diventano rispettivamente biopisia, pissicologia, tennica, pinnic.

### Morfologia
I tratti più comuni sono:
- l'uso degli articoli un e il/i davanti a z e s preconsonantica: es. i zii, un sciame;
- l'uso del pronome ci al dativo maschile e femminile, singolare e plurale: es. ci ho dato un regalo;
- la ripresa del pronome proclitico: ci vorrei parlarci[4];
- l'uso del possessivo suo in riferimento alla terza persona plurale: es. Mario e Luisa hanno speso tutti i suoi soldi;
- le formazioni irregolari del comparativo e del superlativo: es. più migliore, assai bellissimo;
- il cambiamento dei paradigmi dei nomi per individuare meglio il genere: es. la moglia, il caporalo;
- le forme errate della flessione dei verbi: es. facete, potiamo (per il verbo potere, non potare), ecc.

### Sintassi
Frequenti sono:
- il periodo ipotetico espresso con doppio congiuntivo o doppio condizionale;
- le incertezze nell'uso delle preposizioni: es. lui vuole di partire;
- l'uso esteso del che polivalente: es. la ragazza che ci ho dato…; delle concordanze a senso: es. tutto lo stadio lo applaudivano; dei temi sospesi: es. la nostra tavola, si sono dimenticati di portare il vino.

Questi ultimi tratti sono tipici del parlato, ma nell'italiano popolare si ritrovano in misura maggiore.

### Lessico
È caratterizzato da:
- parole generiche, del tipo cosa, roba, affare, ecc.
- malapropismi, ossia voci storpiate erroneamente: es. péndice al posto di appendìce;
- uso privilegiato del suffisso -accio;
- scambio di suffissi: es. sollecitudine al posto di sollecitazione;
- cancellazione di suffissi: es. la spiega.